# Russifiering
Russifiering eller förryskning syftar på en politik och/eller utveckling mot att göra ett samhälle mer ryskt till kulturen. Detta inbegriper ofta det ryska språket, kulturell tillhörighet och andra traditioner. Begreppet kopplas ofta samman med den – officiella eller inofficiella – politiken i Kejsardömet Ryssland, Sovjetunionen och Ryssland ska där det centrala styret var ryskt och där rikets expansion ledde till ett införlivande av områden och folk med helt andra traditioner.

## Historik
I Kejsardömet Ryssland tog förryskningen fart efter mordet på Alexander II 1881. Den nye tsaren Alexander III inledde en centraliseringspolitik i kejsardömet och försökte undertrycka alla icke-ryska språk i de västra delen av Ryssland, från Finland i norr till Ukraina i söder. Ryska infördes både som enda officiella språk och som undervisninginsspråk. Vissa språk, som ukrainska och vitryska, förbjöds som skriftspråk.
De två huvudriktningarna av russifieringen är politik och kultur. Somliga menar att begreppet även inkluderar tvångsförflyttningar av folkgrupper, till fördel för den ryskspråkiga befolkningen. I politik innebär det delvis att utse ryssar till högre ämbeten och tjänster. I kulturen kan det syfta på att ryska språket dominerar inom den offentliga sektorn.
Som en konsekvens av den kulturella russifieringen, började många minoritetsspråk – som tatariska och vitryska – uppfattas som vulgära och obildade. De ansågs därmed som oanvändbara som undervisningsspråk.
Efter ryska revolutionen 1917 etablerade de intellektuella i flera Centralasiatiska länder – liksom i Tatarstan – nya språkregler för sina respektive minoritetsspråk. I flera fall började de byta ut det arabiska alfabetet mot en anpassad version av det latinska alfabetet under påverkan från det turkiska alfabetet. Under Stalins styre blev dessa nyskapade alfabet utbytta mot anpassade versioner av det kyrilliska alfabetet. Så skedde även när Moldavien skildes från Rumänien efter andra världskriget. Karelska är ytterligare ett språk som fått byta från latinsk till kyrillisk skrift.
I Sovjetunionen publicerades nästan undantagslöst alla vetenskapliga tidskrifter och böcker på ryska. Detta hämmade starkt utvecklingen av modern teknik och vetenskaplig terminologi på folkspråken, något som sänkte deras status ytterligare.